# Karl-Heinz Breuker
Karl-Heinz Breuker (* 15. Februar 1939 in Hattingen; † 29. November 2012 in Erkelenz) war ein deutscher Arzt für Gynäkologie, Geburtshilfe und Perinatalmedizin.

## Leben und Wirken
Breuker studierte Medizin an den Universitäten Münster, Wien und Freiburg. Nach einer Tätigkeit am Pathologischen Institut der Heinrich-Heine-Universität Düsseldorf war er ab 1969 für die Abteilung Geburtshilfe und Gynäkologie der Universität Köln tätig. Ab 1981 lehrte er an der Universität zu Köln, an der er 1984 zum Professor auf Zeit und 1987 zum außerplanmäßigen Professor ernannt wurde. Er war zudem von 1986 bis 2004 Chefarzt der Klinik für Gynäkologie und Geburtshilfe am Hermann-Josef-Krankenhaus in Erkelenz.
Hauptlehr- und -forschungsgebiete waren die computergestützte Überwachung der fetalen Herzfrequenz, Probleme bei Zwillingsschwangerschaften und -geburten sowie Chromosomenanomalien bei gewohnheitsmäßigen Fehlgeburten. Er veröffentlichte zahlreiche wissenschaftliche Artikel in einschlägigen Fachzeitschriften.
Breuker war aktiv in der Deutschen Sektion der Internationalen Gesellschaft zum Studium des Hochdrucks in der Schwangerschaft.
Er gehörte ab 1960 der Burschenschaft Salingia Halle zu Münster, heute Alte Hallesche Burschenschaft Rhenania-Salingia zu Düsseldorf an.

## Schriften (Auswahl)
- Morphologische Befunde zur Implantation des Ovars in den Uterus nach Estes, Düsseldorf 1969 (Dissertation)
- mit H. Schulz: Morphological findings following implantation of the ovary into the uterus using Estes method, IN: Geburtshilfe und Frauenheilkunde 29(5), S. 463–472, Thieme, 1969
- mit A. Bolte, P. Tesch, A. Raabe: Ein neues Verfahren zur quantitativen Analyse der Uteruskontraktionen, Perinatale Medizin, Thieme, 1974
- mit A. Bolte, W. Haase, J. Stille: Vor- und Nachteile der terminierten Geburt, IN: Geburtshilfe und Frauenheilkunde 36, S. 220–237, Thieme Verlag, 1976
- mit A. Bolte, D. Khalili-Brunklaus: Cardiotocographic scores compared with acid-base status, apgar scores and umbilical blood gas levels, IN: Archives of Gynecology and Obstetrics, Springer, 1976
- mit I. Winkhaus-Schindl, P. Citoler: Chromosomenanomalien bei Ehepaaren mit wiederholten Aborten, In: Gynäkologische Rundschau 19, 1979
- mit K. H. Schlensker: Results of eclampsia therapy in the years 1955 to 1977, IN: Archives of Gynecology and Obstetrics 79, Springer, 1979
- Breuker et al.: Apparative Überwachung, IN: Archives of Gynecology and Obstetrics 228 (1–4), Springer, 1979
- mit A. Wolf, K. H. Schlensker, A. Bolte: Geburtshilfe bei schwerer fetaler Wachstumsretardierung, IN: Geburtshilfe und Frauenheilkunde 43, S. 93–98, Thieme, 1983
- mit A. Bolte, K. H. Schlensker: Unerwartete kindliche und mütterliche Notfälle unter der Geburt und Konsequenzen für die Wahl des Entbindungsortes, 1983
- mit F. Wolff, R. Grundmann, K. H. Schlensker, P. Wienand, M. Vlaho, A. Bolte: Risks in pregnancy after kidney transplantation, IN: Deutsche Medizinische Wochenschrift 109(45), S. 1721–1725, 1984
- mit K. A. Lehmann, S. Stern: Obstetrical peridural anesthesia with bupivacaine and buprenorphine. A randomized double-blind study in comparison with untreated controls, IN: Der Anaesthesist 41(7), S. 414–422, Springer, 1992
- mit F. Wolf, K. H. Schlensker, A. Bolte: Prenatal diagnosis and therapy of fetal heart rate anomalies: with a contribution on the placental transfer of verapamil, IN: Journal of Perinatal Medicine, Band 8, Heft 4, De Gruyter, 2009
- mit A. Bolte, M. Kusche, U. Müller: The importance of antepartum cardiotocography, IN: Journal of Perinatal Medicine, Band 14, Heft 4, De Gruyter, 2009